# Csatorna (film)
A Csatorna (eredeti cím: Kanał) 1957-ben bemutatott fekete-fehér lengyel filmdráma Andrzej Wajda rendezésében. A Jerzy Stefan Stawiński kisregénye alapján készült mű a rendező második játékfilmje. 
Magyarországon a varsói bemutató után egy évvel, 1958. áprilisban mutatták be.

## Története
A film 1944-ben, a németek által megszállt Varsó utcáin, illetve főként utcái alatt játszódik. A varsói felkelésben részt vevő lengyel ellenállók egy elszigetelt osztaga reménytelen helyzetbe került, alig maradt lőszerük és kötszerük. A központból parancs érkezik, hogy az egyetlen lehetséges módon: a csatornarendszeren át próbáljanak kijutni. Lehúzódnak tehát a város minden piszkát összegyűjtő csatornába, hogy azután ezt az utolsó nagy megpróbáltatást egyikük se élje túl. A történet elején ugyanis, amikor még fényes nappal, romos házak között nyomulnak, a filmet kísérő narrátorhang közli a nézőkkel, hogy akiket látnak, nemsokára halottak lesznek. 
Szennyvízben gázolnak, csuszamlós köveken és patkányok között botorkálnak előre, egyre fáradtabban keresik a menekülés útját. Olykor egy-egy csatornanyílásra találnak, de fedelüket nem lehet elmozdítani. A parancsnok hibájából eltévednek, kisebb csoportokra oszlanak; többen lemaradnak, elvesznek az elágazások útvesztőjében. Michał, a zeneszerző megőrül, imbolygó alakja hol eltűnik, hol ismét felbukkan a hományban. 
Két szerelmespár is van a csapatban. „Stokrotka” (Százszorszép), a laza erkölcsű lány jól ismeri a csatornákat; kimerülten, de reménykedve támogatja a kijárat felé sebesült, megvakult szerelmét, Jacek Korabot. Már felcsillan kintről a napfény, előttük a Visztula, a város folyója, de a kijáratot vasrács zárja el. Nincs menekvés. Ott maradnak egymást átölelve, a kintről sugárzó fényben. Ezzel ellentétes a másik pár: Mądry hadnagy és Halinka pusztulása. Mądry idegesen vallja meg a lánynak, hogy családos ember, felesége és gyermeke várja otthon; ha egyedül megy tovább, nagyobb esélye van a kijutásnak. A becsapott, magárahagyott Halinka szerelme pisztolyával agyonlövi magát. Később Mądry néhány társával valóban talál egy csatornanyílást, ennek fedele nincs is lezárva; de ahogy óvatosan elhúzzák, egy katonacsizmában akad meg a tekintet. A német katona int, hogy másszanak ki és menjenek a falhoz, – ahol társaik már tömegével, némán, feltartott kézzel állnak. 
Végül Zadra, a parancsnok rátalál egy szabad kijáratra. A nyomában haladó Kula őrmester végig bizonygatta, hogy az osztag követi őket. Most odakinn a szabadban a parancsnok hiába várja társait. Amikor ráébred, hogy félrevezették és elvesztette csapatát, agyonlövi az őrmestert, majd újra leereszkedik a csatornába. A felszínen maradt holttest fölött papírlapokat kerget a szél.

## Történelmi háttere
A filmbeli történet valós történelmi eseményen alapul. 1944. augusztus 1-jén az Angliából irányított Honi Hadsereg (Armia Krajowa) Varsóban felkelést robbantott ki a német megszállók ellen. A felkelés résztvevői ezrével ereszkedtek le a csatornába, menekülési vagy utánpótlási útvonalnak használták, kezdetben többnyire sikeresen. Később a németek már ezt az útvonalat is szemmel tartották és igyekeztek teljesen elvágni. A lengyelek 63 napig tartó elkeseredett harcához a viszonylag már közelbe érkezett szovjetek csapatok nem adtak támogatást, a varsói felkelést a németek vérbefojtották.

## Elemzés, értelmezési lehetőségek
A cselekmény legnagyobb része a csatorna zárt terében és alig egy nap alatt játszódik. Zadra főhadnagy és osztagának történetében az alkotókat nem a harc kimenetele érdekelte, hiszen a felkelés eredménye mindenki előtt ismert volt. Rögtön az elején gondoskodnak róla, hogy ne legyenek illúzióink: nem győztesen megvívott csatákat fogunk látni. Az óriási túlerővel támadó ellenséggel bátran, de esélytelenül veszik fel a harcot. Miután pedig leereszkednek a csatornába, már a harcra sincs lehetőség, szinte nem is kerülnek szembe az ellenséggel. Itt mindenki már csak önmagával nézhet szembe, ki-ki a maga módján próbál szabadulni, vagy fogadja el a halált. 
A film könnyen levonható morális tanulságokat is kínál, de igazi hatását képi kifejezőereje és az alkotók szemléletmódja adja. Lenn a csatornában egyszerű, hétköznapi emberek megrendítő sorsát látjuk, erényeikkel és hibáikkal együtt. Morálisan elítélhető ugyan, de itt megrendítő még a kedvesét cserbenhagyó Mądry alakja is, hiszen ő is osztozik a többiek sorsában. Haláluk nem dicső halál: a csatorna bűzében vagy megadón falhoz állítva, esetleg saját golyótól pusztulnak el. 
Hogyan jutottak ebbe a kilátástalan helyzetbe? Mi okozta pusztulásukat? Andrzej Wajda nem az okokat elemzi, hanem vállalja és ábrázolja azt, amit előtte általában igyekeztek a hősiesség nimbuszával elleplezni: a dicstelen vereséget, a nemzeti tragédiát. Ugyanakkor azonban „nem tudja és nem akarja csak »deheroizálni« a varsói felkelést. (…) Illúziórombolás tiszteletadással: a hamisság leleplezése az egyes ember megértésével párosul nála…” A sematikusan bemutatott hősök és elhallgatott vagy megmásított történetek korában, az 1950-es évek közepén ez a fajta ábrázolás az újdonság erejével hatott.
A Csatorna „szerkezetileg s a képsorok formai megoldása tekintetében a legzártabb, legkövetkezetesebb a rendező művei közül.” Itt még nem jelentkezik az a szimbólumokra épülő formanyelv, amelyet későbbi munkáiban gyakran láthatunk. Ezt az alapvetően realista ábrázolásmódot az ellentétes pólusok szembeállítása jellemzi. Ilyen például a csatorna sötétjébe beáradó napfény, mely a menekülést kínálja és visszájára fordulva a halálhoz vezet (vasrács és katonacsizma). A csatorna-lét szorongató atmoszféráját a hanghatások különösen jól érzékeltetik, „a visszaverődő hangoknak, a vízcsobbanásnak, a suttogásnak is különös akusztikája van a föld alatt”. Volt olyan vélemény, hogy a halál formáinak bemutatásakor a rendező „nem tudta elkerülni a naturalizmus buktatótit”; más nézőpont szerint ez felszínes megközelítés, a romantika bizonyos jelei, köztük „szokvány-romantikus helyzetek és kapcsolatok” inkább fellelhetők Wajdának ebben a munkájában.

## Fogadtatása
„A lengyel film szerepe az egyetemes filmtörténetben Andrzej Wajda Csatornájával kezdődik és Hamu és gyémántjával folytatódik.” „A Csatorna tette világhíressé a lengyel filmművészetet. Egy harmincesztendős rendező filmje.”
Egy filmalkotás jelentőségét aligha lehet Nemeskürty István megállapításainál magasabbra értékelni. 
A magyarországi bemutató utáni egyik első visszhang: „Különös ellentét, hogy egy filmdráma szinte mindvégig föld alatti csatornák szennyében-homályában játszódik, mégis a felemelő tisztaság hatását sugározza.”
Lengyelországban azonban a film heves vitákat váltott ki, ami azt is mutatja, hogy a korabeli lengyel társadalom egyik neuralgikus pontját találta el. „Mindent tőle vártak, ami a témához kapcsolódott, és ugyanakkor mindenki mást várt tőle.” „A film történetében – és későbbi megítélésében – ott rejtőznek a Honi Hadsereg szerepe körüli viták. A németellenes mozgalomnak ugyanis volt szovjetbarát és szovjetellenes szárnya, melyek közül a filmben az utóbbi kap szerepet úgy, hogy a történetből hiányzik a Vörös Hadsereg, amelynek csapatai végignézték a felkelés elfojtását.  A film végső értelmezésben nem a Honi Hadsereg katonáinak hősiességét zengő dicshimnusz. (…) A felkelők pusztulásának tragikuma mellett tehát ott van a demitologizáció szólama is.”
Andrzej Wajdának távolról sem ez volt az egyetlen filmje, mely nézőit vitára, a történelem újragondolására késztette. Gazdag életművének ebben az alkotásában a mai néző már aligha találna vitatni valót. „A Csatorna egy város és egy nemzedék halálának realista ábrázolása. Egy nemzet vereségét mondja el megrázóan és keserűen. (…) A Csatornában nem érzünk semmi hamisat, a szereplők nem elmélkednek, nem hirdetnek politikai nézeteket, de ott a mindennapi élet borzalmas valósága – amely, mint a Dante-idézet – a lengyel sors és az emberi sors nagy metaforájává válik.”

## Díjak
- Az 1957. évi cannes-i filmfesztivál zsűrijének különdíja.

## Főbb szereplők
- Teresa Iżewska – „Stokrotka”
- Tadeusz Janczar – Jacek Korab
- Wieńczysław Gliński – Zadra főhadnagy
- Tadeusz Gwiazdowski – Kula őrmester
- Stanisław Mikulski – Smukły hadnagy
- Emil Karewicz – Mądry főhadnagy
- Władysław Sheybal – Michał zeneszerző
- Teresa Berezowska – Halinka
- Zofia Lindorf – Lányát kereső asszony
- Adam Pawlikowski – Német katona a csatornakijáratnál

## További információ
- Csatorna a PORT.hu-n (magyarul)
- Csatorna az Internetes Szinkronadatbázisban (magyarul)
- Csatorna az Internet Movie Database-ben (angolul)
- Csatorna a Rotten Tomatoeson (angolul)
- Csatorna a Box Office Mojón (angolul)